# Rio Carse
O rio Carse (em turco: Kars çayı[a]; em armênio: Կարսի գետ; romaniz.: Karsi get) é um rio da Turquia que faz parte da bacia hidrográfica do rio Aras como um dos tributários da margem esquerda do rio Acuriã. Possui 167 quilômetros de comprimento e sua bacia compreende 500 quilômetros quadrados. Nasce nas montanhas Alacuecber e Soanle e flui pelo planalto de Carse para nordeste, e então sudeste, antes de se juntar ao Acuriã em frente à aldeia de Xiracavã, na província de Xiraque. Sua água é mista e transborda de maio a junho.